# Christian Dureau
Pour les articles homonymes, voir Dureau.
 (mars 2014).
Si vous disposez d'ouvrages ou d'articles de référence ou si vous connaissez des sites web de qualité traitant du thème abordé ici, merci de compléter l'article en donnant les références utiles à sa vérifiabilité et en les liant à la section « Notes et références ».
Christian Dureau est un écrivain français né le 18 janvier 1945.
Il est l'auteur de plus de 100 livres publiés depuis le début des années 1980, notamment des biographies.

## Biographie
Né le 18 janvier 1945, il a débuté dans la presse par un stage au quotidien L'Aurore. 
En 1972, il est devenu rédacteur en chef des mensuels pour jeunes Stéphanie et Super Géant, puis a créé trois ans plus tard son propre hebdomadaire de cinéma, Générique, à l'existence éphémère. Collaborant à de nombreux magazines (dont Karaté Cinéma, Clap, Télé K7, Ciné Plus, Quel Avenir Madame, Télé Vidéo Jaquettes, TV Cable Hebdo), il est devenu auteur de romans policiers en 1980, publiant La Grotte (Éditions Best-seller) puis d'autres livres à suspense sous divers pseudonymes ou d'une manière anonyme.
En 1981, il écrit le premier Dictionnaire Mondial des Comédiens (Distar), réédité à huit reprises depuis cette date (jusqu'en 2013). Il récidive avec le Dictionnaire Mondial des Chanteurs (Éditions Philippe Lebaud) en 1989 et, en 2009, le Dictionnaire des acteurs de séries télé (Éditions Didier Carpentier).
Biographe réputé, il travaille dès 1985 pour les Éditions PAC. Depuis 2005, il est directeur de la collection « Stars de l'Ecran » aux Éditions Didier Carpentier.

## Principaux ouvrages
- John Wayne le dernier des Géants (SIPE)
- Jacques Brel (SIPE)
- Édith Piaf (SIPE)
- Paul Newman (SIPE)
- Ils sont fous, fous, fous (SIPE)
- Isabelle Adjani (Editions Justine)
- John Wayne (PAC)
- Rita Hayworth (PAC)
- Elvis Presley (PAC)
- Clint Eastwood (PAC)
- Claude François (PAC)
- Tino Rossi (PAC)
- Frank Sinatra (PAC)
- Patrick Dewaere (PAC)
- Woody Allen (PAC)
- John Wayne, un homme, une légende (Dualpha)
- Romy Schneider, la plus terrible des tragédies (Dualpha)
- Claude François, 39 ans d'amour (Dualpha)
- George Clooney (Didier Carpentier)
- Clint Eastwood (Didier Carpentier)
- Audrey Hepburn (Didier Carpentier)
- Sean Connery (Didier Carpentier)
- Steve McQueen (Didier Carpentier)
- Robert De Niro (Didier Carpentier)
- Jean Gabin le monument du cinéma français (Didier Carpentier)
- Bourvil à fleur de cœur (Didier Carpentier)
- Lino Ventura, un fauve au cœur tendre (Didier Carpentier)
- Louis De Funès le génie du rire (Didier Carpentier)
- Brigitte Bardot, et le cinéma créa sa star (Didier Carpentier)
- Robert Hossein est son nom (Didier Carpentier)
- Charles Aznavour le comédien, le musicien, le magicien (Didier Carpentier)
- Annie Girardot, Aimer pour vivre (Didier Carpentier)
- Annie Cordy, Salut l'artiste (Didier Carpentier)
- Romy Schneider, des lilas blancs en enfer (Didier Carpentier)
- Jean Marais, l'éternelle présence (Didier Carpentier)
- Michèle Morgan, les yeux du souvenir (Didier Carpentier)
- Danielle Darrieux, 80 ans de cinéma (Didier Carpentier)
- Micheline Presle, la Belle de Paris (Didier Carpentier)
- Coluche fait son cinéma (Didier Carpentier)
- Simone Signoret, entre gloire et nostalgie (Didier Carpentier)
- Alain Delon en plein soleil (Didier Carpentier)
- Bernard Blier entre Jeanson et Audiard (Didier Carpentier)
- Kirk Douglas l'ombre d'un géant (Didier Carpentier)
- Michel Galabru, une vie d'artiste (Didier Carpentier)
- Tarzan le Roi de la jungle (Didier Carpentier)
- Dracula le saigneur des Carpates (Didier Carpentier)
- James Bond agent secret de sa Majesté (Didier Carpentier)
- Errol Flynn, l'homme qui inventa sa vie (Didier Carpentier)
- Delon-Romy : ils se sont tant aimés, avec P. Barbier (Didier Carpentier)
- Michel Serrault, la Cage au clown (Didier Carpentier)
- Grace Kelly, un tapis de roses (Didier Carpentier)
- William Holden, la nuit du dernier jour (Dualpha)

Sous le pseudonyme Frédéric Valmont
- Un criminel nommé Klaus Barbie (Éditions Justine)
- Julia Roberts (Didier Carpentier)
- Brad Pitt (Didier Carpentier)
- Jodie Foster (Didier Carpentier)
- Paul Newman (Didier Carpentier)
- Sophia Loren au rendez-vous du destin (Didier Carpentier)
- Jean-Paul Belmondo, itinéraire d'un acteur comblé (Didier Carpentier)
- John Wayne le géant de l'ouest (Didier Carpentier)
- Fernandel, le rire de la Canebière (Didier Carpentier)
- Marilyn Monroe, l'enfer de la gloire (Didier Carpentier)
- Clint Eastwood dans la ligne de mire (Didier Carpentier)
- Tino Rossi, l'éternelle romance (Didier Carpentier)
- Luis Mariano, le Prince (Didier Carpentier)